# M-Xylen
m-Xylen là một hyđrocacbon thơm, gồm một vòng benzen và hai nhóm mêtyl thế vào hai nguyên tử cácbon ở hai vị trí 1 và 3 vòng thơm (cấu hình mêta).
m-Xylen là đồng phân của o-xylen, p-xylen và êtylbenzen.
m-Xylen được sử dụng chủ yếu để sản xuất axít isophtalic, một hợp chất quan trọng để tổng hợp nhựa polyetylen terephtalat (PET).